# 나로고등학교
나로고등학교는 전라남도 고흥군 봉래면에 있었던 공립 고등학교이다.

## 학교 연혁
- 1980년 3월 1일 : 봉래종합고등학교로 개교
- 2009년 3월 1일 : 나로고등학교로 변경
- 2014년 3월 1일 : 폐교 및 고흥고등학교와 통합[1], 34년만에 폐업